# Nationalratswahl in Österreich 2013
- SPÖ: 52
- GRÜNE: 24
- NEOS: 9
- FRANK: 11
- FPÖ: 40
- ÖVP: 47

- Regierung: 99
- Opposition: 84

Die 25. Nationalratswahl in Österreich fand am 29. September 2013 statt. Nach einer 2007 in Kraft getretenen Verlängerung der Legislaturperiode des Nationalrats von vier auf fünf Jahre wurde der Nationalrat erstmals fünf Jahre nach der vorherigen Wahl gewählt. Es besteht eine Sperrklausel von vier Prozent.
Stimmenstärkste Partei wurde die Sozialdemokratische Partei Österreichs (SPÖ) mit Werner Faymann als Spitzenkandidat. Trotzdem musste die SPÖ Stimmverluste gegenüber der Wahl von 2008 hinnehmen. Ebenfalls mit Verlusten wurde die Österreichische Volkspartei (ÖVP) erneut Zweitplatzierte. Beide Parteien erreichten bei dieser Wahl ihr schlechtestes Ergebnis in der Geschichte der Zweiten Republik. Zusammen kommen die beiden bisherigen Regierungsparteien SPÖ und ÖVP auf 99 von 183 Mandaten und damit weiterhin auf die Mehrheit an Mandaten im Nationalrat. Die FPÖ und die Grünen gewannen Mandate dazu. Das Bündnis Zukunft Österreich (BZÖ) schaffte den Wiedereinzug in den Nationalrat mit 3,5 % nicht, neu zogen aber die NEOS ein. Das Team Stronach (FRANK) war bei der letzten Wahl noch nicht angetreten, aber durch Parteiübertritte von Abgeordneten schon vor der Neuwahl im Nationalrat vertreten. Insgesamt wurden sechs Parteien in den Nationalrat gewählt.
Nach der Wahl, wurde die seit 2007 amtierende SPÖ-ÖVP Bundesregierung unter Faymann als Kanzler fortgesetzt. Die Bundesregierung Faymann II wurde am 16. Dezember von Bundespräsident Heinz Fischer angelobt.

## Ausgangslage
Zur vorgezogenen Nationalratswahl 2008 war es gekommen, weil die ÖVP die Große Koalition mit der SPÖ am 7. Juli 2008 aufgekündigt hatte. Die SPÖ erhielt 29,26 % (nach 35,34 %), die ÖVP 25,98 (nach 34,33 %).
Die FPÖ erhielt 17,54 % (nach 11,03), das BZÖ 10,70 % (nach 4,11). SPÖ und ÖVP setzten ihre Koalition fort; neuer Bundeskanzler wurde Werner Faymann (SPÖ).
Für die Wahl 2013 hatte die Regierung im Rahmen eines Sparpaketes ursprünglich eine Verkleinerung des Nationalrates von 183 auf 165 Mandatare angestrebt, drang damit aber nicht durch.
2013 lagen weichenstellende Entscheidungen an, in diesem Jahr endeten einige langfristige österreichische wie EU-gemeinschaftliche Strukturmaßnahmen wie das Österreichische Stabilitätsprogramm 2008–2013, die Gemeinsame Agrarpolitik (GAP 2008–2013, lt. Luxemburger Beschlüssen 2003) und LEADER (IV. EU-Förderperiode 2007–2013) und damit das Programm Ländliche Entwicklung 2007–2013 oder die Organisation und Finanzierung des Gesundheitswesens (2008–2013). Alle diese Programme sind im Umfeld der Finanzkrise ab 2007 und der Eurokrise politisch weitgehend in den Hintergrund getreten.
Erstmals für eine Nationalratswahl galt eine Obergrenze bei den Wahlkampfkosten, die in Summe sieben Mio. EUR pro Partei nicht überschreiten durften. Der Fristbeginn am 9. Juli erwies sich als verhältnismäßig spät; laut Recherche der Presse fanden zuvor mehrere Plakatwellen und Wahlwerbeaktionen statt.

## Voraussetzungen für eine Kandidatur
Für die bundesweite Kandidatur einer Partei sind insgesamt 2600 gültige Unterstützungserklärungen von wahlberechtigten Bürgern oder die Unterstützung von drei Nationalratsabgeordneten erforderlich.
Für die landesweite Kandidatur einer Partei waren gültige Unterstützungserklärungen in folgendem Ausmaß erforderlich:
- 100 in Burgenland, Vorarlberg
- 200 in Kärnten, Salzburg, Tirol
- 400 in Oberösterreich, Steiermark
- 500 in Niederösterreich, Wien

## Listen

### Sozialdemokratische Partei Österreichs (SPÖ)

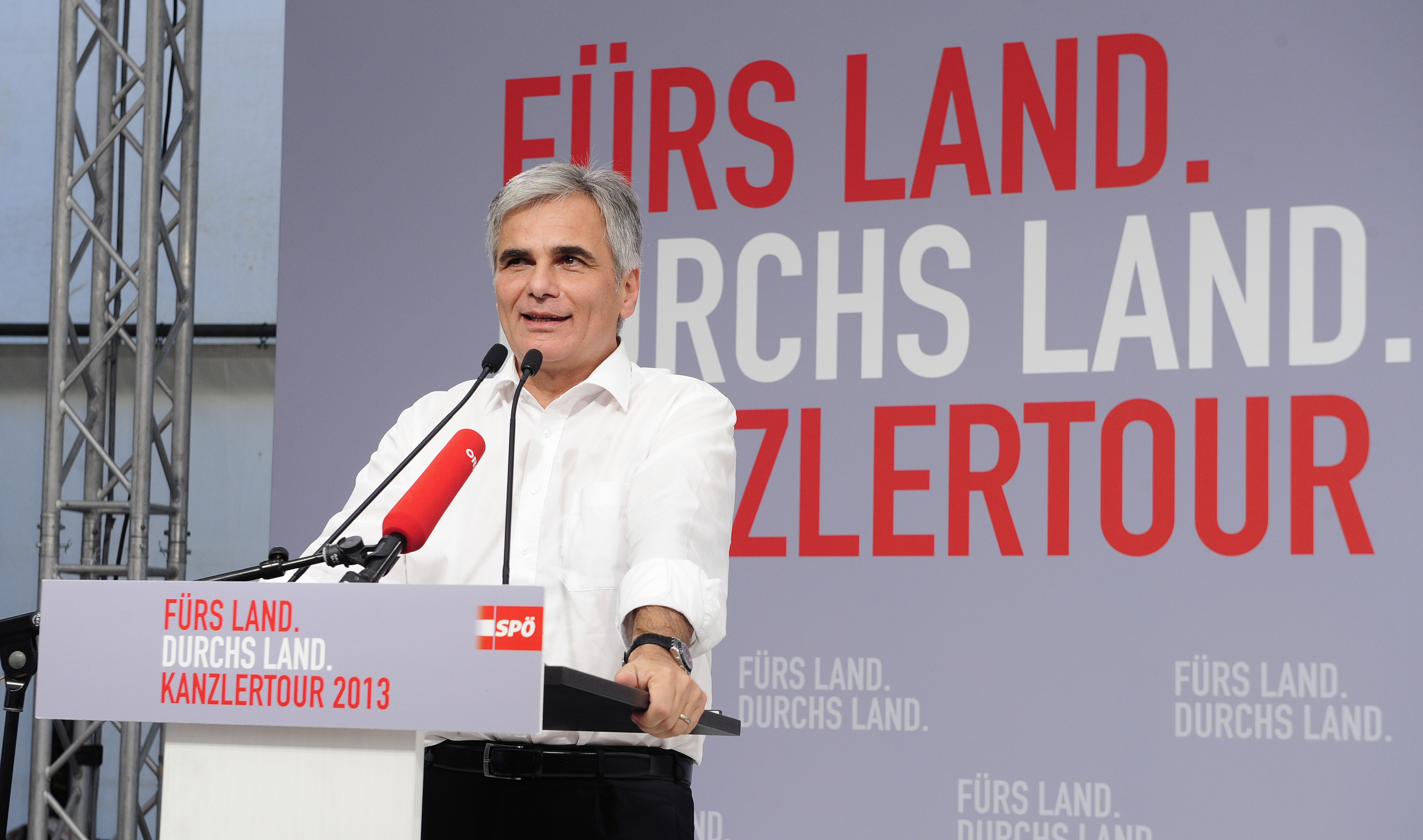
Werner Faymann während der „Kanzlertour“ (August 2013)

Die Sozialdemokratische Partei Österreichs trat wieder mit Bundeskanzler Werner Faymann als Spitzenkandidaten an. Wahlkampfleiter der SPÖ war wie bereits 2006 der nunmehr ehemalige Verteidigungsminister Norbert Darabos.
Am 3. August 2013 legte die SPÖ ihre Bundesliste für die Nationalratswahl fest. Die Liste wurde nach dem Reißverschlussverfahren erstellt. Listenerster ist Werner Faymann, gefolgt von Frauenministerin Gabriele Heinisch-Hosek und Wolfgang Katzian, dem Vorsitzenden der Fraktion Sozialdemokratischer Gewerkschafter. Ebenso auf vorderen Plätzen der Liste finden sich Nationalratspräsidentin Barbara Prammer, die Vorsitzende der Jungen Generation in der SPÖ, Katharina Kucharowits, und Klubobmann Josef Cap.
Kern des SPÖ-Wahlprogrammes sind die Themen leistbares Wohnen, faire Löhne und Verteilungsgerechtigkeit. Wie 2008 wurde eine Koalition mit der Freiheitlichen Partei Österreichs ausgeschlossen, jede andere Option aber offen gelassen.

### Österreichische Volkspartei (ÖVP)

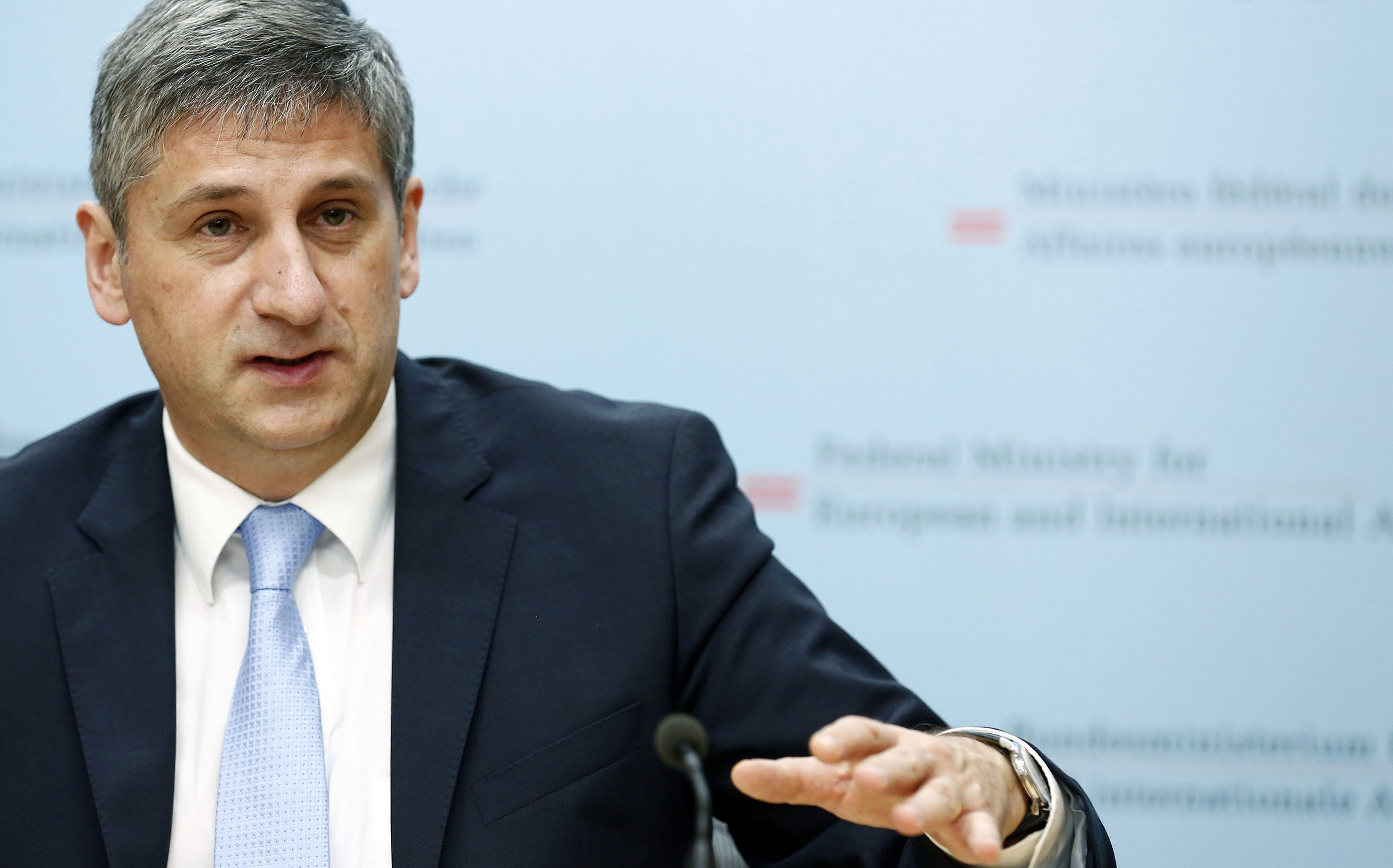
Michael Spindelegger, Spitzenkandidat der ÖVP (2013)

Die Österreichische Volkspartei wählte Michael Spindelegger zu ihrem Spitzenkandidaten. Für den Wahlkampf arbeitete die ÖVP mit der Berliner Agentur Butter zusammen, die bereits Gerhard Schröder und Klaus Wowereit zu Wahlsiegen verhalf.
Auf den ersten Listenplätzen befanden sich neben Spindelegger die ehemalige Geschäftsleiterin der Raiffeisen-Holding Niederösterreich Michaela Steinacker, Integrationsstaatssekretär Sebastian Kurz, ÖVP-Generalsekretär Hannes Rauch und der Chef der Jungen Volkspartei Salzburg Asdin El Habbassi.
Zentrale Punkte des ÖVP-Wahlkampfes waren die steuerliche Entlastung des Mittelstandes und Ablehnung von neuen Steuern, die Entfesselung (also Liberalisierung) der Wirtschaft und die Einhaltung von Budgetdisziplin.

### Freiheitliche Partei Österreichs (FPÖ)

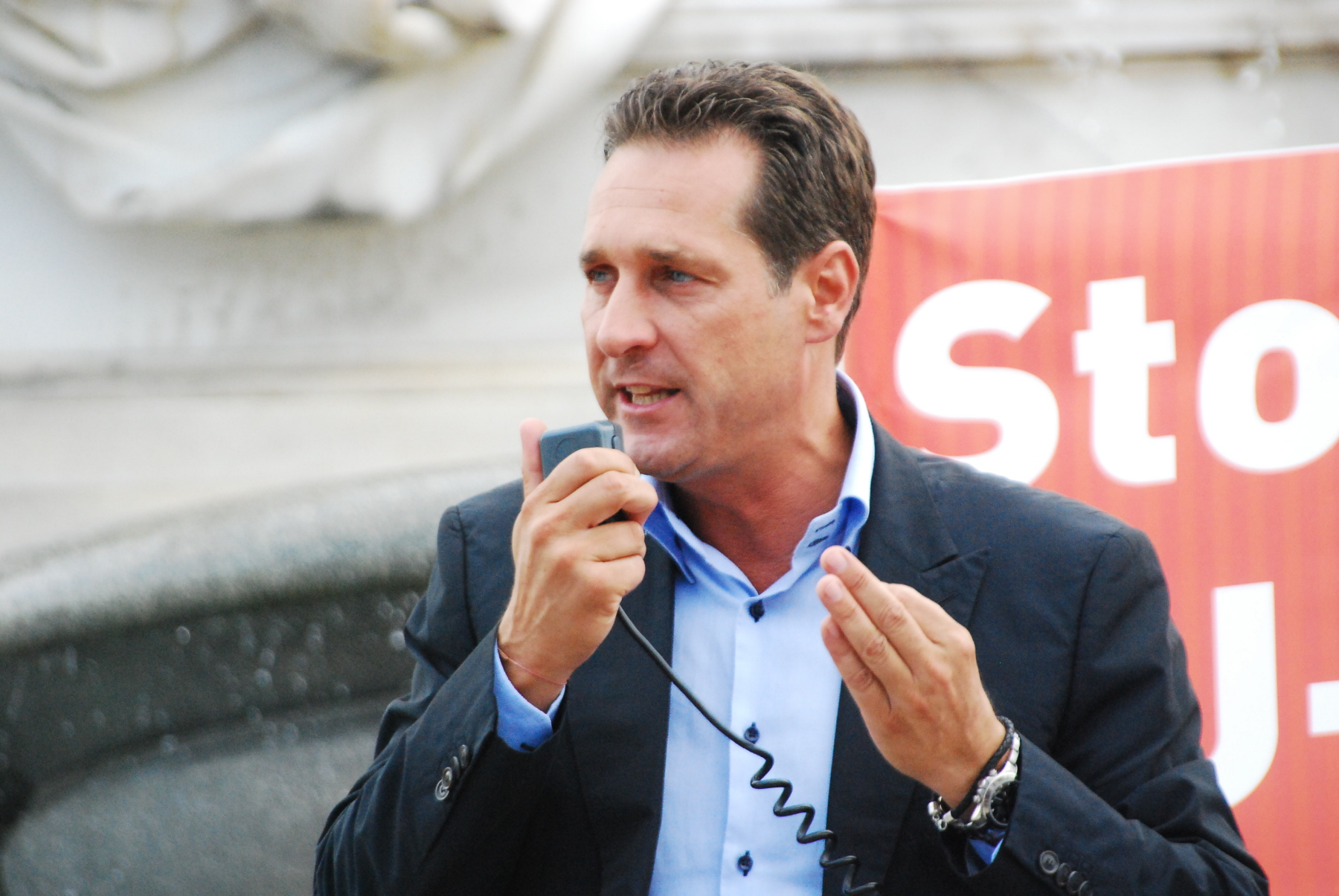
Heinz-Christian Strache, Spitzenkandidat der FPÖ (2012)

Wie bereits 2006 und 2008 trat die FPÖ mit Heinz-Christian Strache als Spitzenkandidaten an. Außerdem auf den vorderen Plätzen der Bundesliste befanden sich Generalsekretär Herbert Kickl, Dagmar Belakowitsch-Jenewein, Harald Stefan und Barbara Rosenkranz.
Im Wahlkampf setzte die FPÖ auf Themen wie Asylbetrug, die Halbierung der EU-Mitgliedsbeiträge und die Sicherung der Pensionen. Der Leitspruch der FPÖ des Wahlkampfes 2013 lautete Nächstenliebe. In diesem Kontext wurde auch der Begriff „inländerfreundlich“ verwendet, der von der Forschungsstelle für Österreichisches Deutsch aufgrund der verhüllten Bedeutung „ausländerfeindlich“ zum Unwort des Jahres gewählt wurde.

### BZÖ – Liste Josef Bucher (BZÖ)
Das Bündnis Zukunft Österreich wurde an der Spitze durch Josef Bucher vertreten. Dieser sorgte medial für Aufsehen, da er bekannte Politiker wie Ewald Stadler, Gerald Grosz und Stefan Petzner auf nahezu aussichtslose Listenplätze setzen ließ und mit einem weitgehend unbekannten Team antrat.
Erstmals seit Gründung setzte das BZÖ weniger auf rechtspopulistische Forderungen wie einen Zuwanderungsstopp, sondern auf einen wirtschaftsliberalen Kurs. So wurden beispielsweise eine Einheitssteuer von 44 Prozent und eine verfassungsrechtlich festgelegte Steuerquote gefordert.

### Die Grünen – Die Grüne Alternative (GRÜNE)

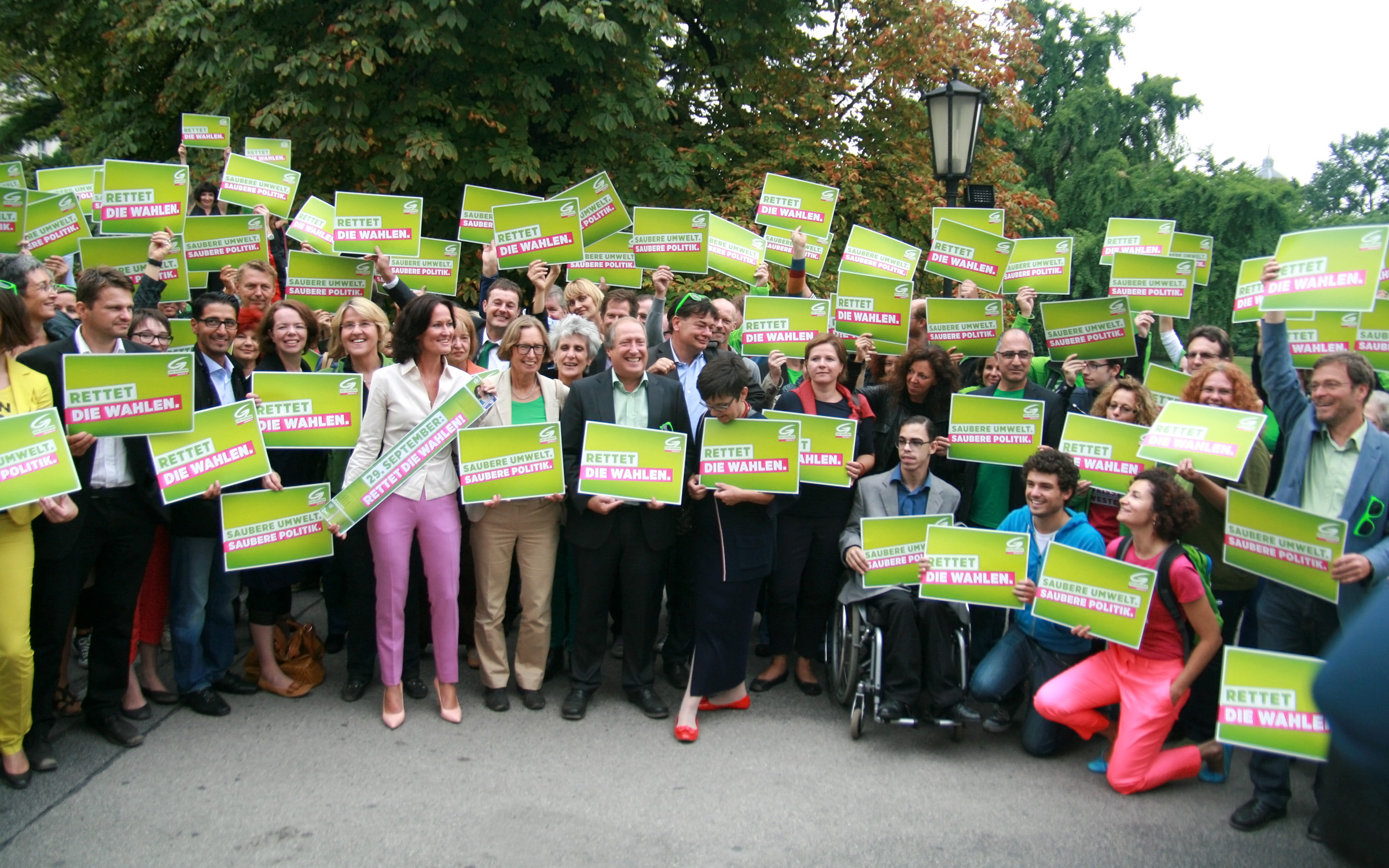
Kandidaten und Unterstützer beim Wahlkampfauftakt der Grünen (August 2013)

Nachdem Alexander Van der Bellen 2008 seinen Rücktritt als Parteichef bekanntgab, trat erstmals Eva Glawischnig als Spitzenkandidatin der Grünen an. Für die Gestaltung der Wahlkampf-Kampagnen verantwortlich war Martin Radjaby, der unter anderem beim Radiosender Hitradio Ö3 tätig war. Die Grünen traten mit 894 Kandidaten und somit mit der größten Bundesliste an. Neben Glawischnig waren Peter Pilz, Gabriela Moser und Werner Kogler auf den vorderen Listenplätzen.
Neben Umwelt- und Verkehrsthemen setzten die Grünen vor allem auf den Bereich Korruptionsbekämpfung. Als Koalitionsbedingung wurde daher die Forderung festgelegt, dass die Einsetzung eines Untersuchungsausschusses Minderheitsrecht im Nationalrat wird.

### Kommunistische Partei Österreichs (KPÖ)
Für die KPÖ trat Mirko Messner als Spitzenkandidat an. Zentrale Themen seines Wahlkampfs waren Verteilungsgerechtigkeit, die 30-Stunden-Arbeitswoche und die Vergesellschaftung von Banken.

### NEOS – Das Neue Österreich und Liberales Forum (NEOS)

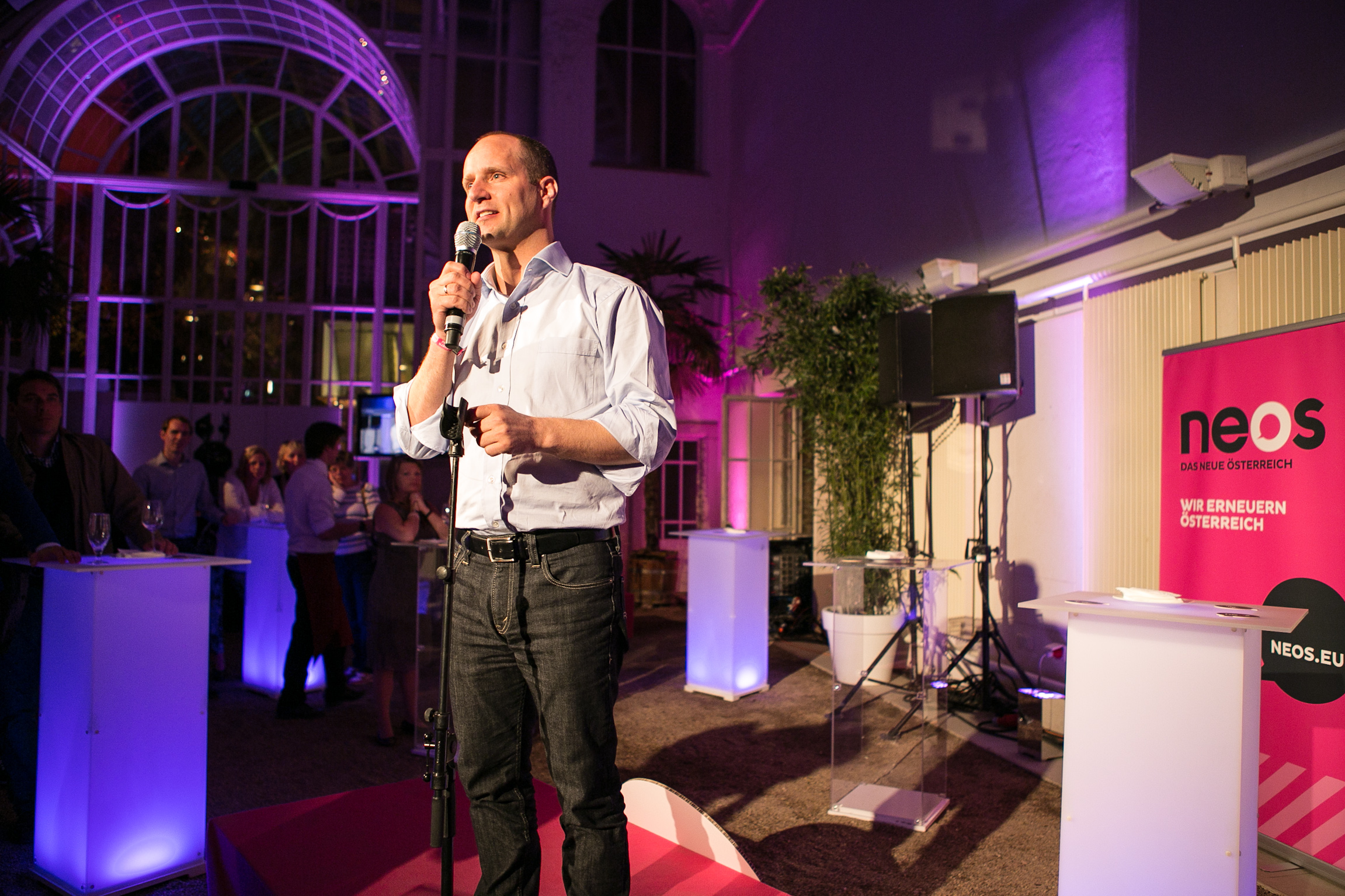
Der Parteivorsitzende Matthias Strolz beim NEOS-Event Es geht auch anders! Das FEST! im Mai 2013.

Die NEOS traten in einem Wahlbündnis mit dem LIF an. Für den Wahlkampf entschied man sich für eine Doppelspitze mit Matthias Strolz und Angelika Mlinar. Zudem wurde Hans Peter Haselsteiner, Industrieller und ehemaliger Nationalratsabgeordneter, als Ministerkandidat präsentiert.
Hauptanliegen der NEOS waren die Senkung der Steuerquote, die Reformierung des Bildungs- und Pensionssystems und ein Bekenntnis zur Europäischen Union.

### Piratenpartei Österreichs (PIRAT)
Die Piraten traten mit Mario Wieser an. Zentrale Forderungen waren ein Ende des Überwachungsstaates, die Einführung des bedingungslosen Grundeinkommens für alle und die Einführung einer Basisdemokratie.

### Das Team Stronach für Österreich (FRANK)

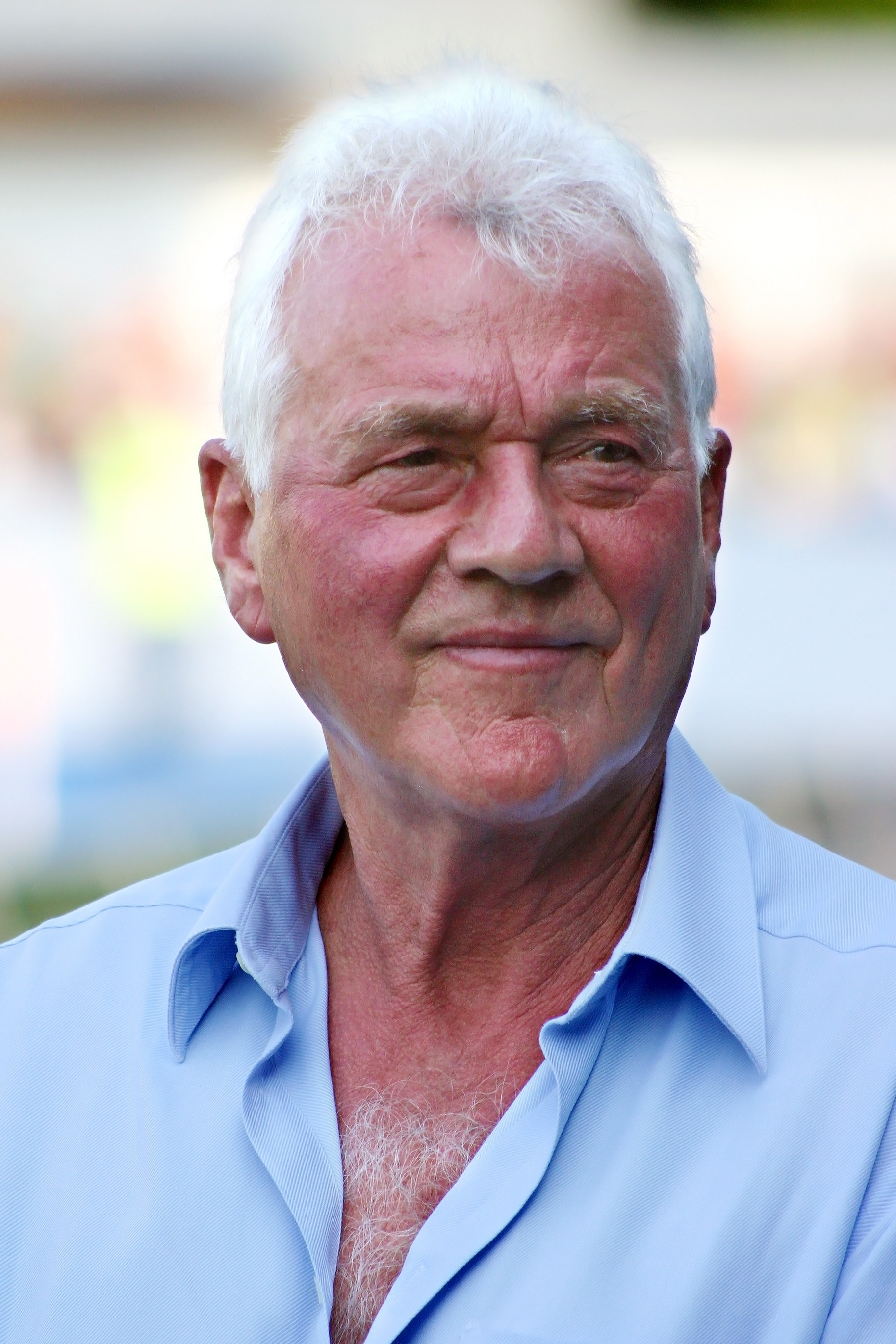
Frank Stronach, Spitzenkandidat des Team Stronach (2008)

Das Team Stronach trat mit Parteigründer Frank Stronach als Spitzenkandidat an. Als Listenzweite wurde Kathrin Nachbaur präsentiert, die ehemalige ORF-Generaldirektorin Monika Lindner war formal dahinter platziert, distanzierte sich jedoch noch vor der Wahl von der Partei.
Im Wahlkampf setzte Stronach vor allem auf EU-Skepsis, die Forderung nach nationalen Euros und die Einführung einer Einheitssteuer.

### Sonstige Parteien
CPÖ – Christliche Partei Österreichs (im Burgenland, Oberösterreich, Steiermark und Vorarlberg)
WANDL – Der Wandel (in Wien und Oberösterreich)
EUAUS – EU-Austrittspartei (in Vorarlberg)
M – Männerpartei (in Vorarlberg)
SLP – Sozialistische Linkspartei (in Wien)

## Umfragen
Auf die Frage, welche Partei die Österreicher wählen würden, wäre am kommenden Sonntag Nationalratswahl, antworteten sie wie folgt:

### Juli bis September 2013
(Hinweis: Die statistische Schwankungsbreite (Abweichung) beträgt zwischen 3 und 5 %.)
| Institut     | Datum              | SPÖ     | ÖVP     | FPÖ     | GRÜNE   | FRANK  | BZÖ   | KPÖ   | PIRAT | NEOS | Sonst. |
| ------------ | ------------------ | ------- | ------- | ------- | ------- | ------ | ----- | ----- | ----- | ---- | ------ |
| OGM          | 7. Juli 2013       | 27 %    | 24 %    | 19 %    | 15 %    | 8 %    | 3 %   | —     | —     | —    | 4 %    |
| Market       | 7. Juli 2013       | 26 %    | 24 %    | 19 %    | 16 %    | 8 %    | 2 %   | 1 %   | 2 %   | —    | 2 %    |
| Karmasin     | 13. Juli 2013      | 28 %    | 25 %    | 18 %    | 15 %    | 7 %    | 3 %   | —     | —     | —    | —      |
| Gallup       | 13. Juli 2013      | 27 %    | 24 %    | 18 %    | 15 %    | 8 %    | 2 %   | —     | 2 %   | —    | 3 %    |
| Market       | 19. Juli 2013      | 25 %    | 24 %    | 19 %    | 15 %    | 9 %    | 3 %   | —     | —     | —    | 5 %    |
| Spectra      | 20. Juli 2013      | 25–29 % | 22–26 % | 17–19 % | 13–15 % | 9–11 % | 1–3 % | —     | —     | —    | 4–6 %  |
| IMAS         | 21. Juli 2013      | 26–28 % | 24–26 % | 18–20 % | 12–14 % | 9–11 % | 2–3 % | —     | —     | —    | 3–4 %  |
| Karmasin     | 26. Juli 2013      | 27 %    | 25 %    | 19 %    | 14 %    | 9 %    | 2 %   | 1 %   | 1 %   | 2 %  | —      |
| Gallup       | 28. Juli 2013      | 27 %    | 25 %    | 18 %    | 15 %    | 8 %    | 2 %   | —     | 1 %   | —    | 4 %    |
| Meinungsraum | 8. August 2013     | 25 %    | 24 %    | 20 %    | 13 %    | 9 %    | 2 %   | —     | —     | 3 %  | 4 %    |
| Gallup       | 9. August 2013     | 28 %    | 25 %    | 17 %    | 16 %    | 8 %    | 2 %   | 1 %   | 1 %   | 2 %  | —      |
| Karmasin     | 10. August 2013    | 28 %    | 25 %    | 18 %    | 16 %    | 7 %    | 3 %   | —     | —     | —    | —      |
| IMAS         | 10. August 2013    | 26–28 % | 24–26 % | 19–21 % | 12–14 % | 8–10 % | 2–4 % | —     | —     | —    | 2–4 %  |
| Market       | 15. August 2013    | 26 %    | 24 %    | 18 %    | 15 %    | 9 %    | 3 %   | 1 %   | 1 %   | 2 %  | 1 %    |
| Karmasin     | 22. August 2013    | 28 %    | 25 %    | 20 %    | 15 %    | 7 %    | 1 %   | 1 %   | 1 %   | 2 %  | —      |
| Gallup       | 23. August 2013    | 28 %    | 24 %    | 18 %    | 15 %    | 9 %    | 2 %   | 1 %   | 1 %   | 2 %  | —      |
| Spectra      | 24. August 2013    | 25–29 % | 23–27 % | 18–20 % | 13–15 % | 6–8 %  | 2–4 % | —     | —     | —    | 4–6 %  |
| Meinungsraum | 29. August 2013    | 27 %    | 24 %    | 19 %    | 14 %    | 8 %    | 2 %   | 2 %   | —     | 3 %  | 1 %    |
| Gallup       | 30. August 2013    | 28 %    | 23 %    | 19 %    | 15 %    | 9 %    | 2 %   | 1 %   | 1 %   | 2 %  | —      |
| Market       | 30. August 2013    | 26 %    | 22 %    | 19 %    | 16 %    | 9 %    | 3 %   | —     | —     | 2 %  | —      |
| Karmasin     | 31. August 2013    | 28 %    | 24 %    | 20 %    | 15 %    | 7 %    | 2 %   | —     | —     | 1 %  | —      |
| OGM          | 31. August 2013    | 27 %    | 24 %    | 20 %    | 15 %    | 7 %    | 3 %   | —     | 1 %   | 2 %  | 1 %    |
| Gallup       | 6. September 2013  | 28 %    | 24 %    | 19 %    | 15 %    | 8 %    | 2 %   | 1 %   | 1 %   | 2 %  | —      |
| Gallup       | 12. September 2013 | 28 %    | 25 %    | 20 %    | 15 %    | 7 %    | 1 %   | —     | 1 %   | 3 %  | —      |
| Karmasin     | 13. September 2013 | 28 %    | 25 %    | 20 %    | 15 %    | 6 %    | 2 %   | —     | —     | 3 %  | 1 %    |
| Spectra      | 13. September 2013 | 26 %    | 23 %    | 20 %    | 13 %    | 9 %    | 4 %   | —     | —     | —    | —      |
| Market       | 15. September 2013 | 26 %    | 22 %    | 20 %    | 15 %    | 9 %    | 3 %   | 1 %   | 1 %   | 2 %  | 1 %    |
| Hajek        | 19. September 2013 | 27 %    | 23 %    | 20 %    | 15 %    | 7 %    | 3 %   | n. a. | 1 %   | 3 %  | —      |
| Meinungsraum | 20. September 2013 | 28 %    | 24 %    | 19 %    | 15 %    | 7 %    | 2 %   | —     | —     | 4 %  | 1 %    |
| Gallup       | 20. September 2013 | 27 %    | 23 %    | 20 %    | 14 %    | 7 %    | 2 %   | 1 %   | 1 %   | 3 %  | —      |
| Karmasin     | 20. September 2013 | 27 %    | 23 %    | 21 %    | 14 %    | 7 %    | 2 %   | 1 %   | 1 %   | 3 %  | —      |
| Gallup       | 20. September 2013 | 27 %    | 23 %    | 21 %    | 14 %    | 6 %    | 3 %   | —     | —     | 4 %  | 2 %    |
| OGM          | 21. September 2013 | 27 %    | 22 %    | 21 %    | 14 %    | 6 %    | 4 %   | 1 %   | 1 %   | 4 %  | —      |
| Gallup       | 23. September 2013 | 27 %    | 23 %    | 21 %    | 14 %    | 6 %    | 3 %   | 1 %   | 1 %   | 4 %  | —      |

## Endergebnis

### Ergebnis nach Parteien
| Wahlberechtigte          | 6.384.308 |         |       |
| Abgegebene Stimmen       | 4.782.410 |         |       |
| Wahlbeteiligung          | 74,91 %   |         |       |
| Gültige Stimmen          | 4.692.907 |         |       |
| ungültige Stimmen        | 89.503    |         |       |
| Anteil ungültige Stimmen | 1,87 %    |         |       |
| Partei                   | Stimmen   | Prozent | Sitze |
| SPÖ                      | 1.258.605 | 26,82   | 52    |
| ÖVP                      | 1.125.876 | 23,99   | 47    |
| FPÖ                      | 962.313   | 20,51   | 40    |
| GRÜNE                    | 582.657   | 12,42   | 24    |
| FRANK                    | 268.679   | 5,73    | 11    |
| NEOS                     | 232.946   | 4,96    | 9     |
| BZÖ                      | 165.746   | 3,53    |       |
| KPÖ                      | 48.175    | 1,03    |       |
| PIRAT                    | 36.265    | 0,77    |       |
| CPÖ                      | 6.647     | 0,14    |       |
| WANDL                    | 3.051     | 0,07    |       |
| SLP                      | 947       | 0,02    |       |
| EUAUS                    | 510       | 0,01    |       |
| M                        | 490       | 0,01    |       |

### Ergebnis nach Bundesländern
(Angaben in %)
| Bundesland       | SPÖ  | ÖVP  | FPÖ  | GRÜNE | FRANK | NEOS | BZÖ  | KPÖ | Sonstige |
| ---------------- | ---- | ---- | ---- | ----- | ----- | ---- | ---- | --- | -------- |
| Burgenland       | 37,3 | 26,8 | 17,4 | 6,8   | 5,9   | 2,8  | 2,0  | 0,5 | 0,7      |
| Kärnten          | 32,4 | 15,2 | 17,9 | 11,8  | 6,9   | 3,7  | 10,8 | 0,6 | 0,7      |
| Niederösterreich | 27,6 | 30,6 | 18,8 | 9,6   | 4,7   | 4,5  | 2,7  | 0,8 | 0,7      |
| Oberösterreich   | 27,2 | 25,4 | 21,4 | 12,2  | 4,8   | 3,4  | 3,5  | 0,7 | 1,4      |
| Salzburg         | 23,0 | 26,7 | 21,2 | 14,8  | 5,2   | 4,6  | 3,2  | 0,6 | 0,7      |
| Steiermark       | 23,8 | 20,9 | 24,0 | 10,6  | 10,0  | 3,9  | 3,9  | 1,8 | 1,1      |
| Tirol            | 18,3 | 32,3 | 19,4 | 15,2  | 5,6   | 4,9  | 3,0  | 0,7 | 0,7      |
| Vorarlberg       | 13,1 | 26,3 | 20,2 | 17,0  | 5,3   | 13,1 | 2,4  | 0,5 | 2,0      |
| Wien             | 31,6 | 14,5 | 20,6 | 16,4  | 3,9   | 7,6  | 2,4  | 1,7 | 1,3      |
|                  |      |      |      |       |       |      |      |     |          |
| Österreich       | 26,8 | 24,0 | 20,5 | 12,4  | 5,7   | 5,0  | 3,5  | 1,0 | 1,0      |

### Grafische Darstellung
|  |  |
|  |  |

### Wahlkampfkosten
Die Obergrenze bei den Wahlkampfkosten wurde vom Team Stronach mit 10,7 Mio. Euro (das entspricht rund 37 EUR pro Stimme) klar überschritten, wobei die Angaben nur nach Listenpreis berechnet wurden. Die SPÖ mit 7,1 Mio. EUR könnte also nach Abzug der Rabatte darunter bleiben. FPÖ (3,5 Mio. Euro bzw. 3,6 Euro pro Wähler) und KPÖ (0,07 Mio. EUR bzw. 1,5 EUR pro Wähler) können nach Angabe des Kurier auf den effizientesten Mitteleinsatz verweisen. Mit 25,8 Mio. Euro seien fast 80 Prozent der Werbeausgaben aller Parteien im September registriert worden.

## Folgen

### Parteipolitik
BZÖ-Bündnisobmann Josef Bucher kündigte nach dem enttäuschenden Wahlergebnis seiner Partei und dem Ausscheiden dieser aus dem Nationalrat seinen Rücktritt an. Nachfolger wurde Gerald Grosz.

### Koalitionsverhandlungen
| Parteien                         | Sitze |
| -------------------------------- | ----- |
| Absolute Mehrheit (ab 92 Sitzen) |       |
| SPÖ, ÖVP                         | 99    |
| ÖVP, FPÖ, FRANK                  | 98    |
| Sitze gesamt                     | 183   |

Bundespräsident Heinz Fischer erteilte dem Spitzenkandidaten und damaligem Bundeskanzler, Werner Faymann, am 9. Oktober den Regierungsauftrag. Dieser schloss eine Koalition mit der FPÖ strikt aus. SPÖ-Bundesgeschäftsführer Norbert Darabos schloss zudem eine Mitgliederbefragung zu der angestrebten und von Faymann und Fischer bevorzugten neuen Koalition mit der ÖVP aus. Für die Volkspartei war die Fortsetzung der Großen Koalition jedoch kein selbstverständlicher Schritt, sie forderte von der SPÖ ein Ende mit dem „Stillstand und der Lähmung“. Die drittstärkste Kraft FPÖ schloss Koalitionen wie 1999 aus. FPÖ-Obmann Strache war einer Möglichkeit der anderen Zweier-Koalition zwischen Rot und Blau nicht abgeneigt, die SPÖ unter Faymann schloss sie hingegen aus. Eine Koalition zwischen ÖVP, FPÖ und Team Stronach scheitere letztendlich an der Instabilität der letzteren. Wegen eines erheblichen Budgetdefizits und fehlender Einigkeit in vielen Sachfragen verschärfte sich die Gefahr eines Abbruchs der rot-schwarzen Koalitionsgespräche. Die ÖVP brachte ein neues Sparpaket ins Spiel, was die SPÖ aber ablehnte. Wegen der Uneinigkeit traf VP-Obmann Spindelegger am 4. Dezember Bundespräsident Fischer, der die beiden Parteien im Vorfeld auf Einigung vor Weihnachten zu drängen versuchte. Da die Verhandlungen noch bis Mitte Dezember abgeschlossen wurden, konnte die Bundesregierung am 16. Dezember 2013 ernannt werden.

## Trivia
Der auf die 2013 aufgekommene globale Überwachungs- und Spionageaffäre anspielende Satz „Ich wähle die NSA, die interessieren sich wenigstens für mich!“ wurde von der Forschungsstelle für Österreichisches Deutsch zum Spruch des Jahres gewählt. Er sei eine „Ironische Kommentierung eines fiktiven Wahlverhaltens angesichts der gegenwärtigen  Kluft zwischen Politik und BürgerInnen“.